# قطر ضد الإمارات العربية المتحدة (كأس آسيا 2019)
قطر ضد الإمارات العربية المتحدة (كأس آسيا 2019) كانت مباراة كرة قدم بين منتخب قطر ضد منتخب الإمارات العربية المتحدة، أقيمت في 29 يناير 2019 كجزء من كأس آسيا 2019. جرت أحداث المباراة على ملعب محمد بن زايد في أبوظبي عاصمة دولة الإمارات العربية المتحدة. يشار إلى المباراة أيضاً باسم (ديربي الحصار)، بسبب حدوثها في فترة استمرار الأزمة الدبلوماسية بين الإمارات وقطر وتدهور العلاقات الإماراتية القطرية.
كان للمباراة تأثير كبير على نتيجة البطولة. تعرضت لانتقادات شديدة في دولة الإمارات العربية المتحدة، حيث عانى المنتخب الإماراتي من أسوأ هزيمة على أرضه في تاريخ كأس آسيا. في قطر، يوصى بشدة بالمباراة وتذكرها بسبب الانتصار الشهير على الصعاب لمساعدة قطر على الوصول إلى أول نهائي لها على الإطلاق في كأس آسيا، وفي النهاية فازت بالبطولة على حساب اليابان.

## قبل المباراة
احتفلت كل من قطر والإمارات العربية المتحدة بنسخة 2019 باعتبارها النسخة العاشرة التي تأهلتا إليها. في حين أن الإمارات العربية المتحدة تأهلت تلقائيًا كمضيف، كانت قطر أول دولة تتأهل للبطولة منذ 17 نوفمبر 2015. نظرًا لكونهما أول فريقين يتأهلان، فقد واجهت الإمارات العربية المتحدة وقطر محاولات فاشلة للتأهل لبطولة كأس العالم 2018. دفع هذا الإمارات العربية المتحدة وقطر إلى استبدال المدربين، حيث عينت الإمارات الفائز بلقب كأس آسيا 2011 مع اليابان الإيطالي ألبيرتو زاكيروني، وعينت قطر الإسباني فليكس سانشيز باس، مدرب الشباب السابق لنادي برشلونة ومهندس الفوز بلقب بطولة آسيا للشباب تحت 19 عاما 2014.

### الأزمة الدبلوماسية مع قطر
في عام 2017، اندلعت الأزمة الدبلوماسية مع قطر، حيث قطعت الإمارات إلى جانب البحرين ومصر والمملكة العربية السعودية العلاقات مع قطر بتهمة رعاية الإرهاب ودبلوماسيتها المستقلة، وحصارها الجوي والفضائي لدولة قطر، ومنع القطريين من الدخول إلى هذه البلدان. وزاد الصدع جرأة المطالب الـ 13 من دول الحصار، بقيادة الإمارات العربية المتحدة، في اتهامات مماثلة. رفضت قطر المطالب واستمر الحصار. كانت التوترات في وقت لاحق بمثابة حافز للأعمال العدائية في نهاية المطاف بين البلدين، والتي امتدت حتى إلى كرة القدم أيضًا. في بطولة آسيا للشباب تحت 19 عاما 2018، رفض قائد منتخب الإمارات تحت 19 سنة مصافحة نظيره القطري. فازت الإمارات العربية المتحدة بنتيجة 2–1، لكن الإمارات ستخرج من دور المجموعات بينما تتعافى قطر للتأهل إلى كأس العالم تحت 20 سنة لكرة القدم 2019.
شهد كأس آسيا 2019 توترات بين قطر والإمارات العربية المتحدة. كما تم منع المنظمين القطريين، وخاصة نائب رئيس الاتحاد الآسيوي سعود المهندي، من قبل السلطات الإماراتية. على الرغم من إعلان الحكومة الإماراتية لاحقًا أنها ستسمح للمواطنين القطريين بالدخول المؤقت إلى البلاد في انتظار موافقة السلطات الإماراتية، إلا أن القطريين ظلوا ممنوعين من دخول البلاد طوال بطولة كأس آسيا 2019.

### ملعب المباراة

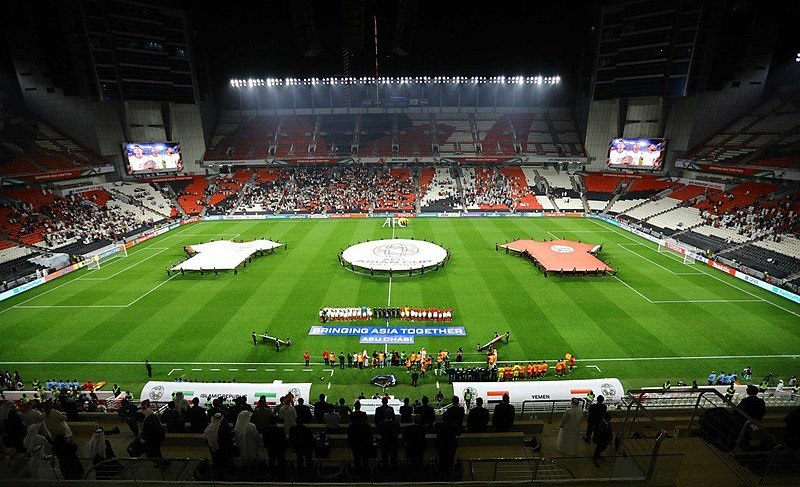
استضاف ستاد محمد بن زايد المباراة.

ستاد محمد بن زايد (بالإنجليزية: Mohammed bin Zayed Stadium)‏ هو ملعب متعدد الاستخدام في أبوظبي، الإمارات العربية المتحدة. يتم استخدامه في الغالب لمباريات كرة القدم والكريكيت وهو الملعب الرئيسي لنادي الجزيرة وتقام عليه بعض مباريات منتخب الإمارات لكرة القدم. سمي باسم محمد بن زايد آل نهيان.
كانت السعة الأصلية للملعب 15 ألف متفرج، لكن يجري توسيعه حاليًا مما سيزيد من سعته ويجعله ساحة رياضية حديثة للغاية ومكيفة الهواء. كما يتضمن مشروع التوسعة برجين سكنيين سيتم بناؤهما على الملعب. تم الانتهاء من نصف المشروع بحلول ديسمبر 2006 واستضاف الملعب كأس الخليج العربي 18 في الشهر التالي. وفازت الإمارات بالبطولة في الملعب الذي استقبل 24 ألف متفرج.
تم توسيع الملعب مرة أخرى لبطولة كأس آسيا 2019. استضاف ستاد محمد بن زايد سبع مباريات من كأس آسيا 2019، بما في ذلك دور الـ16 ومباراة ربع النهائي ونصف النهائي.

### الوصول إلى النصف النهائي

#### قطر

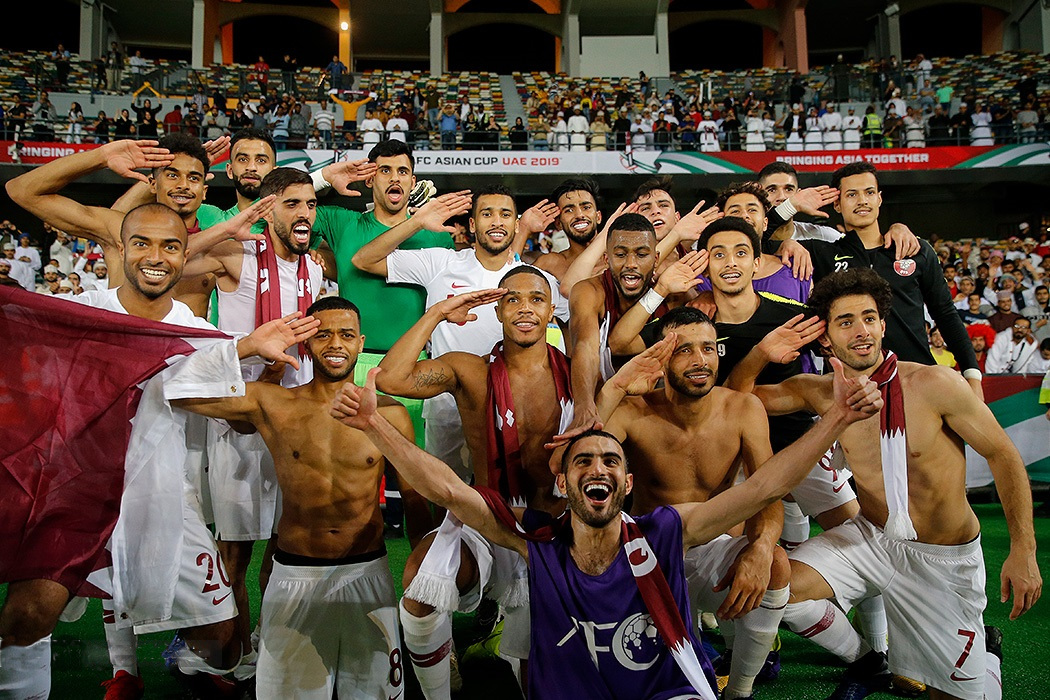
إحتفال لاعبي قطر بعد الفوز على كوريا الجنوبية 1–0 والتأهل للنصف النهائي.

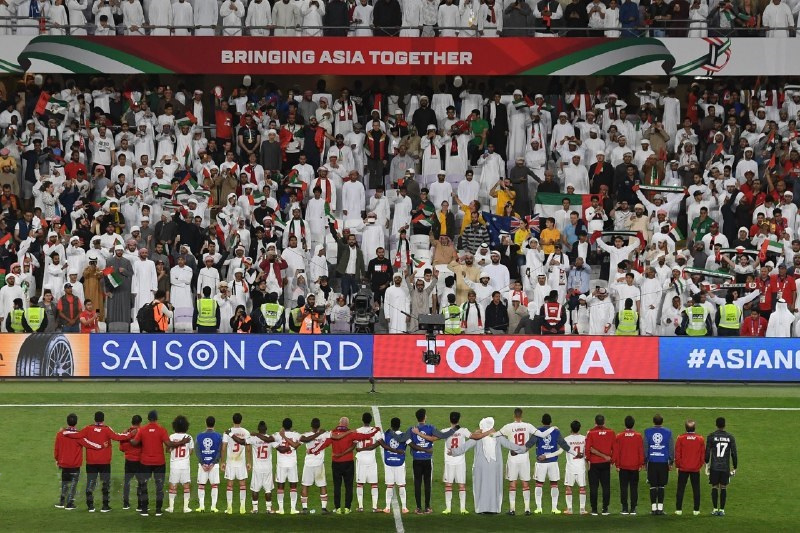
لاعبوا الإمارات يحيون جماهيرهم بعد الفوز على أستراليا 1–0 والتأهل للنصف النهائي.

تم تشكيل قطر مع غالبية لاعبي الفريق على أساس الفريق الذي فاز بلقب بطولة آسيا للشباب تحت 19 عاما 2014، وانضمت إلى المجموعة ر، إلى جانب جارتها ومنافستها السعودية، لبنان وكوريا الشمالية. تصدرت قطر مجموعتها بسهولة بأسلوب مريح، حيث فازت في جميع المباريات الثلاث، على التوالي، 2–0 لبنان والمملكة العربية السعودية، بالإضافة إلى أكبر فوز لها على الإطلاق في تاريخ كأس آسيا، بفوزها 6–0 على كوريا الشمالية، على الرغم من كونها بدون جماهير إطلاقا. ثم التقت قطر مع العراق في دور الستة عشر حيث سيطر المشجعون العراقيون على مدارج الملعب، حيث سجل بسام الراوي المولود في العراق هدف المباراة الوحيد حيث فازت قطر بأول مباراة في الأدوار الإقصائية على الإطلاق 1–0. ثم واجهت قطر القوة الآسيوية كوريا الجنوبية التي سبق لها إقصاء ألمانيا من كأس العالم 2018 مع ظهور المهاجم النجم سون هيونغ مين، وخلقت أكبر صدمة في البطولة، بفوزها على الكوريين الجنوبيين الأقوياء 1–0 للوصول إلى النصف النهائي، دون أن تهتز شباكه بهدف واحد.

#### الإمارات العربية المتحدة
وانضمت الإمارات العربية المتحدة، بصفتها الدولة المضيفة، إلى المجموعة أ إلى جانب البحرين، الهند وتايلاند. قبل البطولة، عانت الإمارات العربية المتحدة من جديد سيئ عندما لم يتمكن صانع الألعاب والنجم عمر عبد الرحمن من المشاركة بسبب الإصابة. تصدرت الإمارات المجموعة، ولكن بأداء غير واعد، فازت فقط على الهند وتعادلت ضد البحرين وتايلاند. في دور الستة عشر، كافحت الإمارات العربية المتحدة لأكثر من 120 دقيقة للتغلب على قيرغيزستان لتفوز 3–2 مستفيدة من ركلة جزاء ناجحة سجلها أحمد خليل. بعد ذلك، نجحت الإمارات العربية المتحدة في تحقيق أكبر إنجاز لها في البطولة، بفوزها على بطل آسيا آنذاك أستراليا 1–0 بفضل خطأ ارتكبه ميلوس ديجينيك، لتهيئ مواجهتها في الدور نصف النهائي ضد قطر.
كما سحقت اليابان نظيرتها إيران 3–0 في الدور قبل النهائي في وقت سابق، الفائز في مباراة نصف النهائي الأخيرة سيواجه اليابان على الكأس. كما تميزت الإمارات العربية المتحدة بالأداء التاريخي، حيث لم تهزم أمام قطر منذ عام 2002.

### جدل حول تذاكر المباراة
قبل الدور نصف النهائي، قرر الأمير نهيان بن زايد آل نهيان شراء جميع التذاكر المتبقية من المباراة لتوزيعها على الجماهير المحلية، كطريقة لتشجيع روح الإمارات العربية المتحدة، مما يعني أن قطر كان عليها أن تواجه مواجهة حشد معادي في كامل الملعب. وقد أثار ذلك جدلًا حيث كانت الإمارات العربية المتحدة تحاول تسييس المباراة، نظرًا للأزمة السابقة في العلاقات بين البلدين.

## المباراة

### الشوط الأول

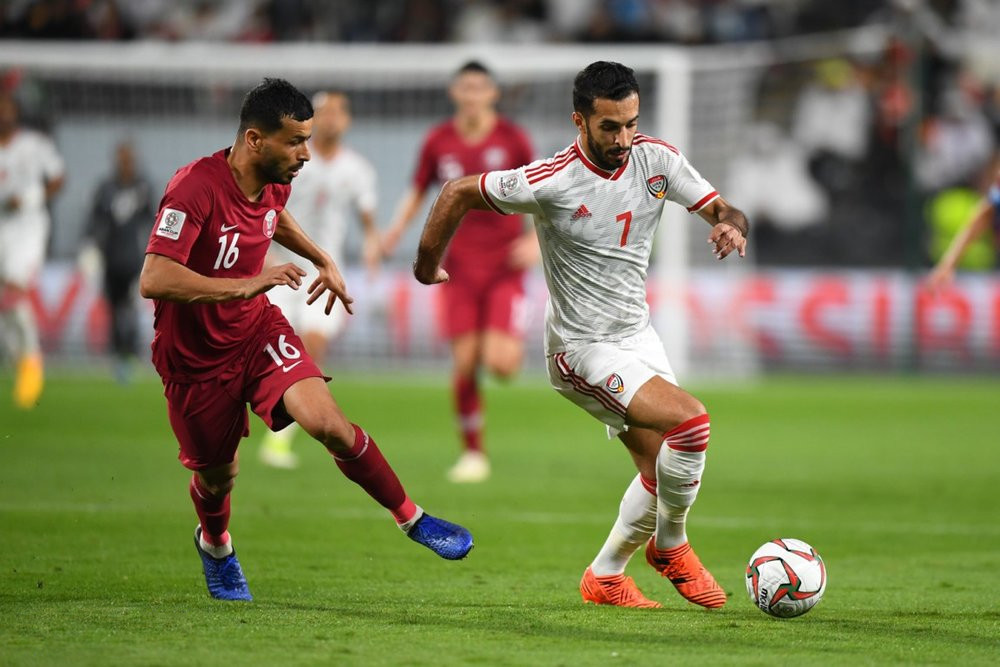
بوعلام خوخي ينافس علي مبخوت على الكرة.

بدأت المباراة بقوة بالنسبة لدولة الإمارات العربية المتحدة، حيث بدت قطر متوترة بعض الشيء في الدقائق الأولى. لكن كالعادة، شهدت الدقائق العشر الأولى لعب المدافعين القطريين وحارس المرمى سعد الشيب بقوة أمام جبروت علي مبخوت، أفضل لاعب في الإمارات حاليًا. بعد الدقائق العشر الأولى، استعادت قطر الملاحظة وضغطت على الإمارات العربية المتحدة للدفاع. أتيحت الفرصة للاعب سالم الهاجري للقضاء على خالد عيسى، لكنها لم تنجح. ازداد الضغط على المدافعين الإماراتيين في الدقائق العشر التالية. لم تستغرق قطر وقتًا طويلاً لتتولى زمام المبادرة. في الدقيقة 22، وجدت قيادة بوعلام خوخي بزاوية من 18 ياردة طريقها تحت وثبة خالد عيسى وسكنت الكرة في الشباك، وأذهلت جماهير المنزل بالكامل بفارق 1-0. لكن الإمارات ردت بضربة رأس من إسماعيل الحمادي أنقذها سعد الشيب، ومحاولة مماثلة من علي مبخوت أخطأت المرمى قبل فترة وجيزة من مرور نصف ساعة. حصلت قطر على فرصة في الضربة الركنية التي نفذها أكرم عفيف، لكنها كانت بلا جدوى. حتى لا ننتظر طويلاً، ضاعفت قطر تقدمها في الدقيقة 38. وجد أكرم عفيف زميله المعز علي الذي تقدم إلى المنطقة قبل أن يسدد في الشباك عبر العمود ليعادل الرقم القياسي الذي سجله علي دائي لأكبر عدد من الأهداف من قبل لاعب في الحدث الأول في آسيا، مما أدى إلى إسكات الجماهير المحلية للمرة الثانية. في الدقيقة 42، سقط علي مبخوت في منطقة جزاء قطر بسبب عرقلة طارق سلمان، لكن تم حرمانه من ركلة جزاء لأن ضغط طارق لم يكن كافياً. في الدقيقة 45، أهدرت الإمارات فرصة أخرى للركلة الحرة لتغادر الملعب بفارق هدفين على أرضها.

### الشوط الثاني

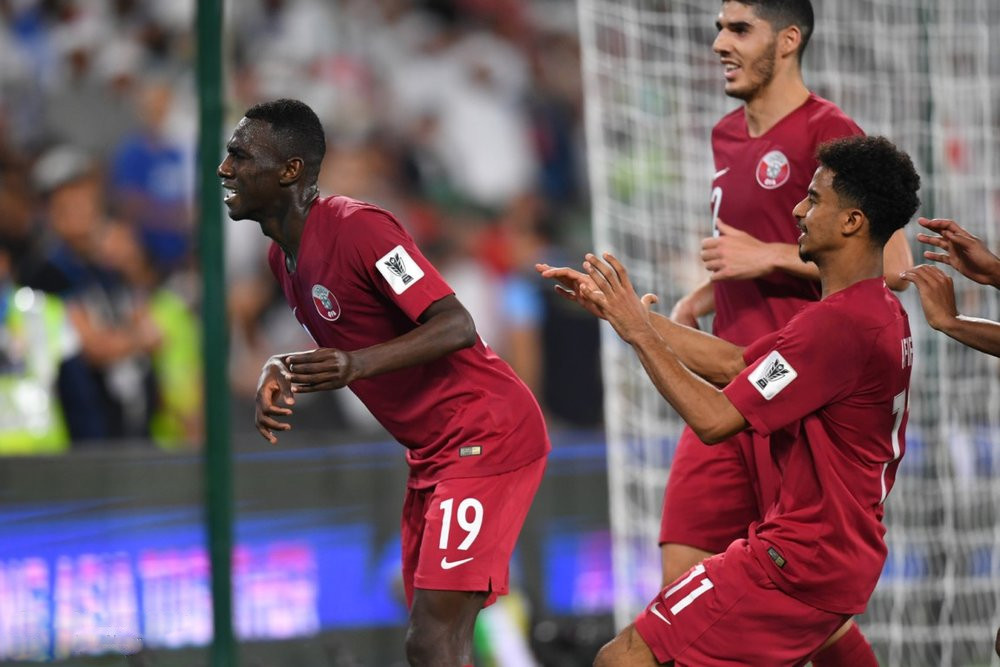
إحتفال المعز علي بعد تسجيله الهدف الثاني.

وشهد الشوط الثاني حل المخضرم إسماعيل مطر بدلا من عامر عبد الرحمن. في الدقيقة 52، نفى الشيب تسديدة واضحة من مبخوت ليحافظ على تأخره بهدفين. المدافعين القطريين، من أجل حماية النتيجة الآمنة، تسببوا في العديد من الأخطاء خارج منطقة الجزاء وقدموا مشكلة كبيرة للمهاجمين الإماراتيين، مما أدى إلى حصول كريم بوضياف على بطاقة صفراء. في الدقيقة 68 تعرض طارق سلمان لإصابة طفيفة قبل أن يتمكن من مواصلة المباراة. حاول إسماعيل مطر الاختراق بعد دقيقتين، لكنه لم ينجح. تم استبدال محمد عبد الرحمن في الدقيقة 70 بزميله سيف راشد لتنشيط خط الوسط. كان الشيب على استعداد لحرمان أحمد خليل في الدقيقة 73 للحفاظ على النتيجة. وسقط أكرم عفيف في وقت لاحق داخل منطقة الجزاء الإماراتية، لكن المباراة استمرت. ولم تتأثر قطر بذلك، فقد أضافت الهدف الثالث في الدقيقة 81 عندما راوغ قائد الفريق حسن الهيدوس في مرمى بندر الأحبابي وقص الكرة فوق عيسى، وأدار الإماراتيين بالكامل في أبو ظبي. بحلول ذلك الوقت فقط، قرر فليكس سانشيز باس استبدال لاعبه الأول، أحمد علاء الدين ليحل محل النجم القطري الصاعد المعز علي، عندما وجد النتيجة آمنة تمامًا في متناول اليد. نظرًا للإحباط التام للأرواح القتالية للإماراتيين، حصل إسماعيل أحمد على بطاقة حمراء مباشرة في وقت متأخر بسبب اللعب الخطير في 90+1. البديل حامد إسماعيل، الذي حل محل أكرم عفيف، وصل إلى السلسلة النهائية من خلال اختتام التسجيل على عيسى لتأكيد مكان قطر في النهائي. مع وضع قطر البديل الأخير، تم تعيين تميم المهيزع بدلاً من بيدرو ميغيل، وأطلق الحكم صافرة واحتفل اللاعبون القطريون بأول تأهل لنهائي لكأس آسيا على الإطلاق في التاريخ على حساب الفريق الإماراتي الساخط.

### تفاصيل المباراة
| قطر                                                | 4–0   | الإمارات العربية المتحدة |
| -------------------------------------------------- | ----- | ------------------------ |
| - خوخي 22' - علي 37' - الهيدوس 81' - إسماعيل 90+3' | تقرير |                          |

| قطر | الإمارات العربية المتحدة |

| GK               | 1  | سعد الشيب       |     |       |
| CB               | 23 | عاصم ماديبو     |     |       |
| CB               | 16 | بوعلام خوخي     |     |       |
| CB               | 4  | طارق سلمان      |     |       |
| RWB              | 2  | بيدرو ميغيل     |     | 90+4' |
| LWB              | 3  | عبد الكريم حسن  |     |       |
| CM               | 10 | حسن الهيدوس     |     |       |
| CM               | 14 | سالم الهاجري    |     |       |
| CM               | 12 | كريم بوضياف     | 62' |       |
| CF               | 11 | أكرم عفيف       |     | 90+2' |
| CF               | 19 | المعز علي       |     | 86'   |
| البدلاء:         |    |                 |     |       |
| FW               | 7  | أحمد علاء الدين | 87' | 86'   |
| DF               | 8  | حامد إسماعيل    |     | 90+2' |
| DF               | 13 | تميم المهيزع    |     | 90+4' |
| المدرب:          |    |                 |     |       |
| فليكس سانشيز باس |    |                 |     |       |

| GK               | 17 | خالد عيسى       |       |     |
| RB               | 13 | خميس إسماعيل    |       |     |
| CB               | 19 | إسماعيل أحمد    | 90+1' |     |
| CB               | 6  | فارس جمعة       |       |     |
| LB               | 3  | وليد عباس       |       |     |
| CM               | 2  | علي سالمين      |       |     |
| CM               | 5  | عامر عبد الرحمن |       | 46' |
| RW               | 9  | بندر الأحبابي   |       |     |
| AM               | 20 | سيف راشد        |       | 70' |
| LW               | 15 | إسماعيل الحمادي |       | 51' |
| CF               | 7  | علي مبخوت       |       |     |
| البدلاء:         |    |                 |       |     |
| FW               | 10 | إسماعيل مطر     | 55'   | 46' |
| FW               | 11 | أحمد خليل       |       | 51' |
| MF               | 16 | محمد عبد الرحمن |       | 70' |
| المدرب:          |    |                 |       |     |
| ألبيرتو زاكيروني |    |                 |       |     |

| رجل المباراة: بوعلام خوخي (قطر) الحكمين المساعدين: ميغيل هيرنانديز (المكسيك) ألبرتو مورين (المكسيك) الحكم الرابع: رافشان إيرماتوف (أوزبكستان) حكم الفيديو المساعد: باولو فاليري (إيطاليا) معاوني حكم الفيديو المساعد: محمد تقي (سنغافورة) كريس بيث (أستراليا) |

## بعد المباراة

### ردود الفعل

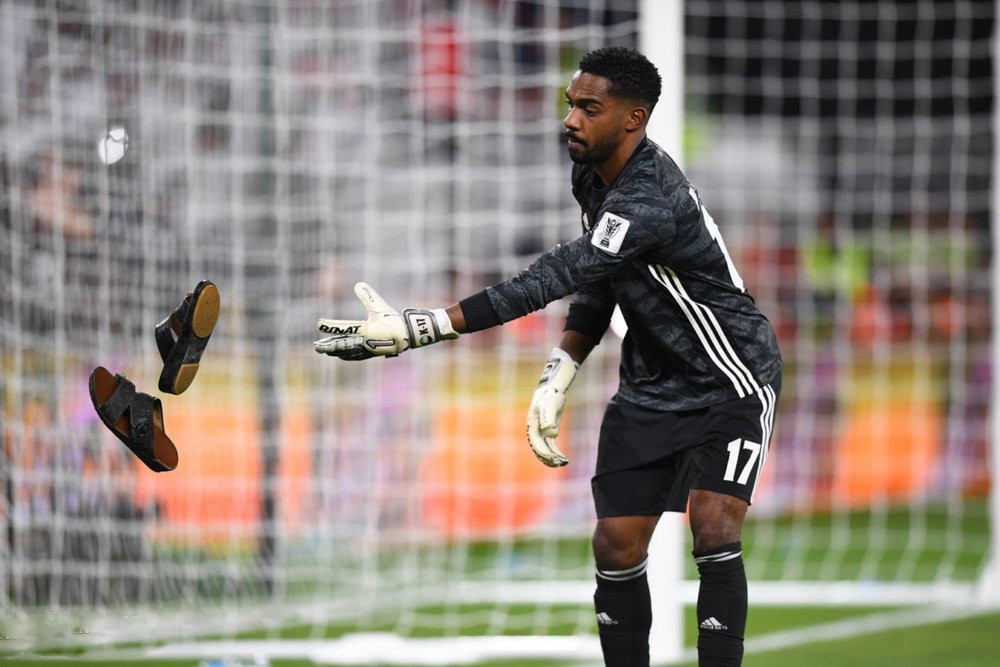
خالد عيسى يقوم بابعاد نعال تمت رميها من مدرجات المشجعين الإماراتيين.

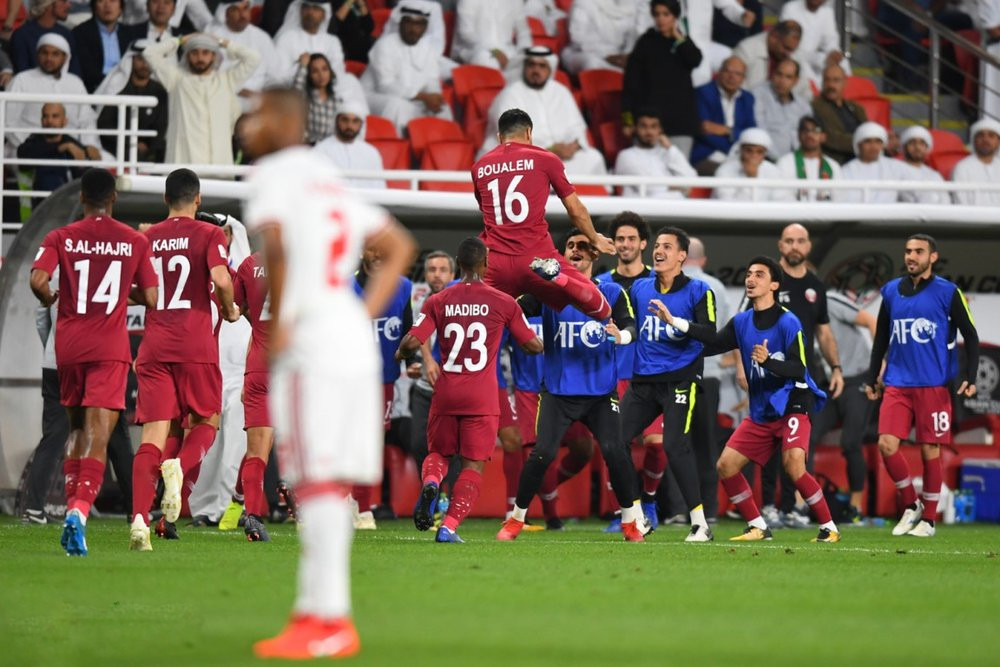
فرحة لاعبي المنتخب القطري إثر نهاية المباراة والتأهل للمباراة النهائية.

شابت المباراة حوادث إلقاء الزجاجات والأحذية التي ارتكبها مشجعو الإمارات والتي حدثت طوال المباراة وازدادت حدة الموقف حين أثبتت قطر أنها قوية للغاية بالنسبة للدولة المضيفة. وسبق هذا السلوك إطلاق صيحات الاستهجان أثناء النشيد الوطني القطري. كانت بين البلدين علاقة عدائية وقطعا العلاقات بسبب الأزمة الدبلوماسية المستمرة. بعد المباراة، كان رد فعل المشجعين الإماراتيين اشمئزازًا وغضبًا من الهزيمة المذهلة للفريق المضيف، وحاولوا اقتحام الملعب لشجار محتمل مع الفريق القطري، لكن دون جدوى. كانت نتيجة المباراة مهينة للغاية لدرجة أن المدرب ألبيرتو زاكيروني اضطر إلى الاعتذار للجماهير، حيث انتهى عقده أيضًا بعد نهاية البطولة. كانت الهزيمة أيضًا أول هزيمة إماراتية على يد قطر منذ عام 2002، منهية 17 عامًا متتالية من الإنتصارات على المنافس الخليجي. ووجهت الانتقادات إلى الإمارات لفشلها في احتواء شغب الجماهير طوال المباراة. علاوة على ذلك، تعتبر هذه الهزيمة أعنف هزيمة لمنتخب دولة الإمارات العربية المتحدة على الإطلاق ضد قطر في تاريخها التنافسي.
رفض الاتحاد الإماراتي لكرة القدم قبول الهزيمة، وقدم استئنافًا رسميًا إلى الاتحاد الآسيوي لكرة القدم بشأن أهلية السوداني المولد المعز علي والعراقي المولد بسام الراوي، زاعمًا أنهما غير مؤهلين للعب لقطر على أساس الإقامة وفقًا للمادة 7 من اللوائح التي تحكم تطبيق قوانين الاتحاد الدولي لكرة القدم، والتي تنص على أن اللاعب مؤهل للعب لفريق تمثيلي إذا كان «قد عاش بشكل مستمر لمدة خمس سنوات على الأقل بعد بلوغه سن 18 على أراضي الاتحاد المعني». وزُعم أن علي والراوي لم يعيشا بشكل مستمر في قطر لمدة خمس سنوات على الأقل فوق سن 18، رغم أن اللاعبين زعموا أن أمهاتهم ولدن في قطر. قبل ساعات فقط من بدء المباراة النهائية في 1 فبراير 2019، أعلنت لجنة الانضباط والأخلاق في الاتحاد الآسيوي لكرة القدم أنها رفضت الاحتجاج الذي قدمه الاتحاد الإماراتي لكرة القدم.
بالنسبة لقطر، كان الفوز يعني التأهل لأول نهائي على الإطلاق في كأس آسيا. دفع الفوز العديد من القطريين إلى البهجة على أرضهم، حيث كان يُنظر إلى قطر على أنها حصان أسود أكثر من كونها المفضلة في البطولة. تم استبداله عندما تمكنت قطر من التفوق على اليابان والفوز في المباراة النهائية 3–1 لتعيد إلى الوطن أول تكريم كرة قدم لها على الإطلاق. أدت حملة قطر المنتصرة إلى تعميق التنافس والتوترات، حيث كافحت معظم الصحف الإماراتية لتقديم تقرير عنها.
تم تغريم الإمارات العربية المتحدة مبلغ 150.000 دولار أمريكي وطُلب منها في الأصل لعب مباراتين على أرضها بدون متفرج. تم استئناف القرار في وقت لاحق من قبل الاتحاد الإماراتي لكرة القدم وكان يعتقد أن رئيس الاتحاد الآسيوي، سلمان بن إبراهيم آل خليفة كان له دوره وراء إلغاء الحظر نظرًا لجنسيته البحرينية ومشاركة البحرين في الحصار ضد دولة قطر.

## وصلات خارجية
- نصف النهائي: قطر 4–0 الإمارات
- قطر 4–0 الإمارات (نصف نهائي كأس آسيا الإمارات 2019)